# Кушинка
Кушинка — хутор в Апшеронском районе Краснодарского края России. Входит в состав Черниговского сельского поселения.

## Варианты названия
- Кушика,
- Кушико,
- Кушинко[2].

## География
Хутор расположен у слияния двух горных рек: Маратучка и Куша, в горно-лесной зоне. Некогда имел связь с городом Апшеронск по узкоколейной железной дороге. Сейчас последняя соединяет его с посёлками Черниговское и Отдалённый.

## История
Хутор Кушинка основан в 1895 году амшенскими армянами, выходцами из Западной Армении. В нём проживает примерно равное количество армянского населения и русского (в основном, переселенцы с Севера России). Раньше была своя школа, работал клуб, кузница, общественная баня, фельдшерский пункт, водяная мельница (сохранена в качестве музейного объекта).

## Население
| 2002 | 2010 |
| ---- | ---- |
| 106  | ↘78  |

## Инфраструктура
Есть свой магазин. Дороги для автомобилей нет, узкоколейка в плохом состоянии, автомотриса ходит нерегулярно из-за поломок и погодных условий.
Уличная сеть включает 7 улиц и 3 переулка.